# Mimoclystia griveaudi
Mimoclystia griveaudi är en fjärilsart som beskrevs av Claude Herbulot 1970. Mimoclystia griveaudi ingår i släktet Mimoclystia och familjen mätare. Inga underarter finns listade i Catalogue of Life.